# Mataeopsephus nitidipennis
Mataeopsephus nitidipennis là một loài bọ cánh cứng trong họ Psephenidae. Loài này được Waterhouse miêu tả khoa học đầu tiên năm 1876.